# Dibukain
A dibukain (más néven cinkokain) amid-típusú helyi érzéstelenítő. Néhány aranyér elleni kenőcs aktív alkotórésze.
Az egyik legerősebb érzéstelenítő, de toxikus, ezért a parenterális (gyomor/bélrendszeren kívüli) használatát a gerinc-érzéstelenítésre korlátozták.
A VIII. Magyar Gyógyszerkönyvben Cinchocaini hydrochloridum    néven hivatalos.  

Az állatorvosi gyakorlatban lovak és marhák elaltatására használják (állati eutanázia).

## Hatásmód
A sejtmemrán nátriumion-áteresztő képességét csökkenti, ezzel visszafordíthatóan gátolja az idegimpluzusoknak mind a létrejöttét, mind a vezetését.

## Készítmények[3]

### Önálló szerként
Cincain, Dermacaine, Dibucaine, Nupercaine, Percamine, Sovcaine.

### Hidroklorid formában
DoloPosterine N, Nupercainal, Nupercaine Heavy, Proctocedyl.

### Más szerekkel kombinálva
Otogesic, Ciloprin, Proctospre, Corticaine Rectal Cream, Locaseptil, True Test, Senol, Borraginol-N,
Cepacaine Mouthwash, Medi-Keel A Throat Gargl, Supraproct-S, Spofax, Aviril H Ointment, Procto-Kaban,
Decatylen, Otobacid N, Trihistalex, Nupercainal Antiseptic Cream, Aviril H Suppositories,
Proctol, Proctosedyl, Sandoz Proctomyxin HC, Ratio-Proctosone, Proctosone, Proctomyxin, Protozone,
Ultraproct, Anti-Hemorroidaires Rectal Ointment, Proctocort, Rectinol HC, Uniroid-HC, Uniroid,
Ruscus, Faktu, Proctil, Proctoacid, Anumedin, Deliproct, Scheriproct, Anestesia Loc Braun S / A.

## Fordítás
- Ez a szócikk részben vagy egészben  a   Dibucaine című angol Wikipédia-szócikk fordításán alapul.  Az eredeti cikk szerkesztőit annak laptörténete sorolja fel. Ez a jelzés csupán a megfogalmazás eredetét és a szerzői jogokat jelzi, nem szolgál a cikkben szereplő információk forrásmegjelöléseként.
- Ez a szócikk részben vagy egészben  a   Dibucaine number című angol Wikipédia-szócikk fordításán alapul.  Az eredeti cikk szerkesztőit annak laptörténete sorolja fel. Ez a jelzés csupán a megfogalmazás eredetét és a szerzői jogokat jelzi, nem szolgál a cikkben szereplő információk forrásmegjelöléseként.